# Saint-Jean-Soleymieux
Saint-Jean-Soleymieux ist eine französische Gemeinde mit 844 Einwohnern (Stand: 1. Januar 2022) im Département Loire in der Region Auvergne-Rhône-Alpes. Sie gehört zum Arrondissement Montbrison und zum Gemeindeverband Loire Forez Agglomération. Die Einwohner werden Saint-Joinards und Saint-Joinardes genannt.

## Geografie
Saint-Jean-Soleymieux liegt etwa 28 Kilometer westnordwestlich von Saint-Étienne im Forez am Fluss Mare. Umgeben wird Saint-Jean-Soleymieux von den Nachbargemeinden Gumières im Norden und Nordwesten, Chazelles-sur-Lavieu im Norden und Nordosten, Margerie-Chantagret im Nordosten, Soleymieux im Osten, Chenereilles im Südosten, Marols im Süden, La Chapelle-en-Lafaye und La Chaulme im Südwesten sowie Saint-Clément-de-Valorgue im Westen.

## Bevölkerungsentwicklung
| Jahr                       | 1962 | 1968 | 1975 | 1982 | 1990 | 1999 | 2006 | 2017 |
| -------------------------- | ---- | ---- | ---- | ---- | ---- | ---- | ---- | ---- |
| Einwohner                  | 627  | 584  | 548  | 581  | 683  | 726  | 780  | 860  |
| Quellen: Cassini und INSEE |      |      |      |      |      |      |      |      |

## Sehenswürdigkeiten
- Kirche La Nativité-de-Saint-Jean-Baptiste aus dem 11. und 15. Jahrhundert mit der Krypta Notre-Dame-sous-Terre, Vorhalle seit 1930 als Monument historique eingeschrieben, Krypta seit 1952 klassifiziert

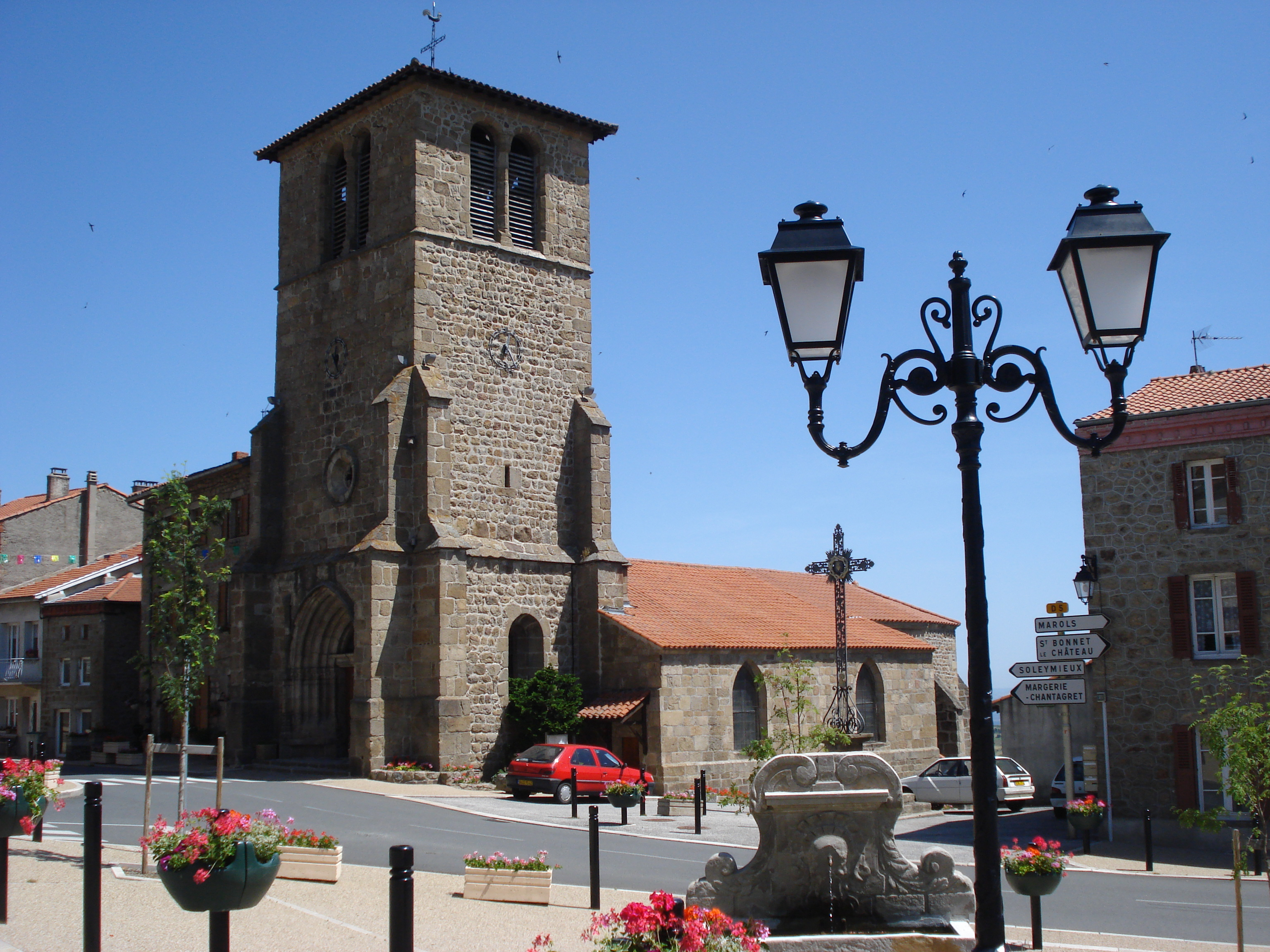
Kirche La Nativité-de-Saint-Jean-Baptiste
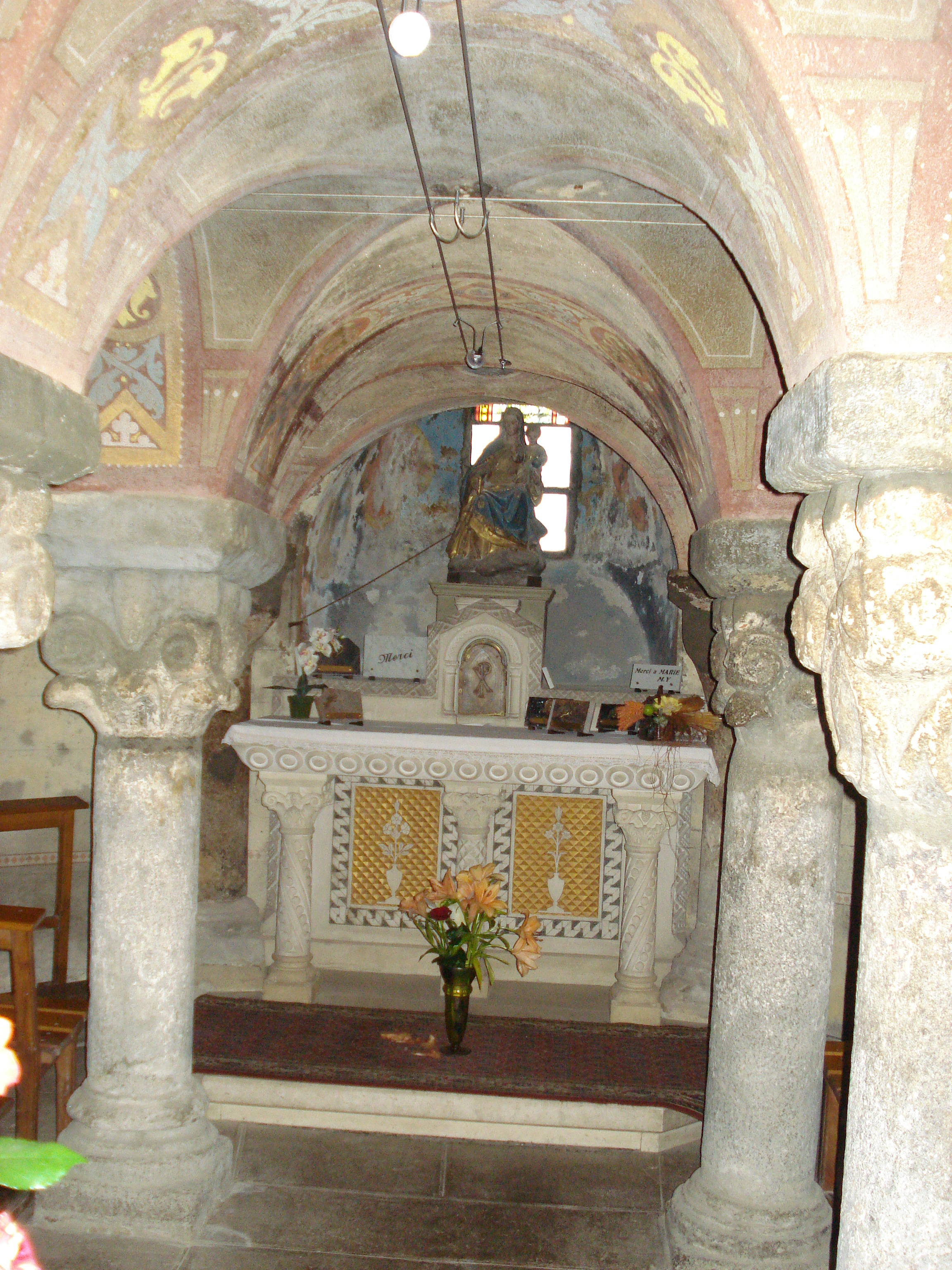
Krypta

## Persönlichkeiten
- Mario Meunier (1880–1960), Hellenist, geboren in Saint-Jean-Soleymieux